# Ійо (Ехіме)

Ійо́ (яп. 伊予市, いよし, МФА: [ijo ɕi̥]?) — місто в Японії, в префектурі Ехіме. Розташоване в центральній частині префектури, на узбережжі Внутрішнього Японського моря, у районі затоки Ійо.   Виникло на основі середньовічних портів на шляху з Західної Японії до столиці Кіото. Отримало статус міста 1955 року. Площа становить 194,47 км². Станом на 1 липня 2012 року населення складало 37 571  осіб, густота населення — 193 осіб/км².  Основою економіки є садівництво — вирощування мандаринів та японської мушмули. Також розвинене рибальство — розведення тунців і виготовлення з них сушеної стружки.   

## Історія
Засноване 1 січня 1955 року шляхом злиття таких населених пунктів:
- містечка Ґунтю повіту Ійо (伊予郡中山町)
- села Кіта-Ямадзакі (北山崎村)
- села Мінамі-Ямадзакі (南山崎村)
- села Мінамі-Ійо (南伊豫村)

1 квітня 2005 року розширилося, поглинувши населені пункти:
- містечко Накаяма повіту Ійо (伊予郡中山町)
- містечко Футамі (双海町)